# Trójkąt samogłoskowy (Benniego)
Trójkąt samogłoskowy (Benniego) – stworzony przez polskiego językoznawcę – Tytusa Benniego. Schemat jest modyfikacją stworzonego w 1781 roku przez Wolfganga Hellwaga trójkąta samogłoskowego. Benni dokonał podziału samogłosek ze względu na wąskie, średnie, i szerokie otwarcie ust.